# Ричард Роденхајзер
Ричард Питер „Дик” Роденхајзер (енгл. Richard Peter "Dick" Rodenhiser; Молден, 17. октобар 1932) некадашњи је амерички хокејаш на леду. Играо је на позицијама крилног нападача.
Као члан сениорске репрезентације Сједињених Држава освојио је златну олимпијску медаљу на ЗОИ 1960. у америчком Скво Валију. Четири године раније освојио је олимпијско сребро на ЗОИ 1956. у Кортини.